# Türkiye Kupası 2022/23
Der Türkische Fußballpokal 2022/23 war die 61. Austragung des Fußballpokalwettbewerbs der Herren. Der Pokalwettbewerb startete am 13. September 2022 mit der 1. Ausscheidungsrunde und endete mit dem Finale am 11. Juni 2023.
Der Pokalsieger erhielt die Teilnahmeberechtigung für die 2. Qualifikationsrunde der UEFA Europa Conference League 2023/24. Das Endspiel gewann Fenerbahçe Istanbul innerhalb der regulären Spielzeit gegen Başakşehir FK mit 2:0. Für Fenerbahçe war es der siebte Titelgewinn in diesem Wettbewerb.

## Teilnehmende Mannschaften
| Süper Lig die 19 Vereine der Saison 2022/23 | TFF 1. Lig die 19 Vereine der Saison 2022/23 | TFF 2. Lig die 39 Vereine der Saison 2022/23 | TFF 3. Lig die 53 Vereine der Saison 2022/23 | Amateure die 18 Vereine der Saison 2022/23 |
| Adana Demirspor Alanyaspor Antalyaspor Beşiktaş Istanbul Fatih Karagümrük SK Fenerbahçe Istanbul Galatasaray Istanbul Gaziantep FK Giresunspor Hatayspor Istanbul Başakşehir FK İstanbulspor Kasımpaşa Istanbul Kayserispor Konyaspor MKE Ankaragücü Sivasspor (TV) Trabzonspor Ümraniyespor | Adanaspor Altay Izmir Altınordu Izmir Bandırmaspor Bodrumspor Boluspor Çaykur Rizespor Denizlispor Erzurumspor FK Eyüpspor Gençlerbirliği Ankara Göztepe Izmir Ankara Keçiörengücü Manisa FK Pendikspor Sakaryaspor Samsunspor Tuzlaspor Yeni Malatyaspor | 24 Erzincanspor 1461 Trabzon FK Adıyaman FK Afjet Afyonspor Amed SK Ankara Demirspor Ankaraspor Arnavutköy Belediyespor Balıkesirspor Batman Petrolspor Bayburt Özel İdarespor Bucaspor 1928 Bursaspor Çorum FK Diyarbekirspor Düzcespor Esenler Erokspor Etimesgut Belediyespor Fethiyespor İnegölspor İskenderunspor Isparta 32 Spor Kastamonuspor Karacabey Belediyespor Kırklarelispor Kırşehir Belediyespor Kocaelispor Nazilli Belediyespor Menemenspor Pazarspor Şanlıurfaspor Sarıyer SK Serik Belediyespor Sivas Belediyespor Somaspor Tarsus İdman Yurdu Vanspor FK Uşakspor Zonguldak Kömürspor | 23 Elazığ FK 52 Orduspor 68 Aksaray Belediyespor 1922 Konyaspor 1954 Kelkit Belediyespor Ağrı 1970 Spor Akhisarspor Alanya Kestelspor Amasyaspor 1968 FK Arguvan Belediyespor Artvin Hopaspor Ayvalıkgücü Belediyespor Bayrampaşaspor Belediye Derincespor Belediye Kütahyaspor Bergama Belediyespor Beyoğlu Yeni Çarşı FK Bursa Yıldırımspor Bulvarspor Büyükçekmece Tepecikspor Çankaya FK Çatalcaspor Darıca Gençlerbirliği Edirnespor Efeler 09 FK Elazığspor Erbaaspor Ergene Velimeşe SK Eynesil Belediyespor Fatsa Belediyespor Eskişehirspor Gümüşhanespor Hacettepe 1945 Iğdır FK Kahramanmaraşspor Karaköprü Belediyespor Karaman FK Karşıyaka SK Kepez Belediyespor Kırıkkale Büyük Anadoluspor Kuşadasıspor Muş 1984 Muşspor Nevşehir Belediyespor Niğde Anadolu FK Ofspor Orduspor 1967 Osmaniyespor FK Sapanca Gençlikspor Siirt İl Özel İdaresi SK Şile Yıldızspor Turgutluspor Yeni Mersin İdman Yurdu Yomraspor | 12 Bingölspor 1074 Çankırıspor Bartınspor Bigaspor Bilecik 1969 SK Bitlis Özgüzeldere Boyabat 1868 Spor Burdur MAKÜ Spor Cizre Serhatspor Dersimspor Karabük İdman Yurdu Kars 36 Spor Kilis Belediyespor Mazıdağı Fosfatspor Serhat Ardahanspor Yalovaspor Yozgatspor 1959 FK Yüksekova Belediyespor |

## Ausscheidungsrunde
Gemäß des Statuts der Türkischen Fußball Föderation (TFF) besteht die Ausscheidungsrunde (türkisch Eleme aşaması) des Wettbewerbs aus sechs Runden.

### 1. Ausscheidungsrunde
Die Auslosung für die 1. Ausscheidungsrunde fand am 5. September 2022 statt.
| Datum            |                          | Ergebnis              |                             |
| ---------------- | ------------------------ | --------------------- | --------------------------- |
| 13.09. 13:00 Uhr | Serhat Ardahanspor       | 2:4 (1:4)             | Kars 36 Spor                |
| 13.09. 15:30 Uhr | Beyoğlu Yeni Çarşı FK    | 2:2 n. V. (3:5 i. E.) | Ergene Velimeşe SK          |
| 13.09. 15:30 Uhr | Bilcek 1969 SK           | 0:0 n. V. (1:4 i. E.) | Yalovaspor                  |
| 13.09. 15:45 Uhr | Bigaspor                 | 1:0 (1:0)             | Akhisarspor                 |
| 13.09. 19:00 Uhr | Karabük İdman Yurdu      | 0:0 n. V. (1:4 i. E.) | Bartınspor                  |
| 14.09. 14:30 Uhr | Fatsa Belediyespor       | 0:1 (0:1)             | Yomraspor                   |
| 14.09. 14:30 Uhr | Erbaaspor                | 0:1 (0:0)             | Gümüşhanespor               |
| 14.09. 14:30 Uhr | 12 Bingölspor            | 1:10 (0:6)            | Ağrı 1970 Spor              |
| 14.09. 14:30 Uhr | 1954 Kelkit Belediyespor | 3:0 (2:0)             | Dersimspor                  |
| 14.09. 14:30 Uhr | 23 Elazığ FK             | 1:0 (1:0)             | Elazığspor                  |
| 14.09. 14:30 Uhr | Karaköprü Belediyespor   | -:- (-:-) 1           | Cizre Serhatspor            |
| 14.09. 14:30 Uhr | Siirt İl Özel İdaresi SK | 2:0 (0:0)             | Yüksekova Belediyespor      |
| 14.09. 14:30 Uhr | Kilis Belediyespor       | 0:0 n. V. (4:3 i. E.) | Osmaniyespor FK             |
| 14.09. 15:00 Uhr | Hacettepe 1945           | 3:0 (0:0)             | Kırıkkale Büyük Anadoluspor |
| 14.09. 15:00 Uhr | 1922 Konyaspor           | 2:0 n. V. (0:0)       | Alanya Kestelspor           |
| 14.09. 15:30 Uhr | Şile Yıldızspor          | 1:1 n. V. (4:3 i. E.) | Darıca Gençlerbirliği       |
| 14.09. 15:30 Uhr | Turgutluspor             | 1:1 n. V. (2:4 i. E.) | Kuşadasıspor                |
| 14.09. 15:30 Uhr | Büyükçekmece Tepecikspor | 2:0 (1:0)             | Bayrampaşaspor              |
| 14.09. 15:45 Uhr | Bergama Belediyespor     | 1:2 (0:2)             | Karşıyaka SK                |
| 14.09. 19:00 Uhr | Eskişehirspor            | 2:1 n. V. (1:1)       | Çankaya FK                  |
| 15.09. 13:00 Uhr | Niğde Anadolu FK         | 3:2 (1:2)             | Kahramanmaraşspor           |
| 15.09. 14:30 Uhr | Mazıdağı Fosfatspor      | -:- (-:-) 2           | Bitlis Özgüzelderespor      |
| 15.09. 15:00 Uhr | Nevşehir Belediyespor    | 3:1 (1:0)             | Yozgatspor 1959 FK          |
| 15.09. 15:00 Uhr | Karaman FK               | 2:0 n. V. (0:0)       | Burdur MAKÜ Spor            |
| 15.09. 15:00 Uhr | 1074 Çankırıspor         | 0:4 (0:1)             | Boybat 1868 Spor            |
| 15.09. 15:45 Uhr | Çatalcaspor              | 4:1 (2:0)             | Edirnespor                  |

### 2. Ausscheidungsrunde
Die Auslosung für die 2. Ausscheidungsrunde fand am 16. September 2022 statt.
| Datum            |                        | Ergebnis              |                          |
| ---------------- | ---------------------- | --------------------- | ------------------------ |
| 27.09. 13:00 Uhr | İnegölspor             | 1:2 n. V. (1:1, 1:0)  | Ağrı 1970 Spor           |
| 27.09. 14:30 Uhr | Ankaraspor             | 5:2 (2:1)             | Kepez Belediyespor       |
| 27.09. 14:30 Uhr | Zonguldak Kömürspor    | 0:1 (0:0)             | Gümüşhanespor            |
| 27.09. 15:00 Uhr | Somaspor               | 2:2 n. V. (4:5 i. E.) | Efeler 09 FK             |
| 27.09. 15:00 Uhr | Kocaelispor            | 1:4 (0:1)             | Ayvalıkgücü Belediyespor |
| 27.09. 17:30 Uhr | Balıkesirspor          | 2:1 n. V. (1:1, 0:1)  | Hacettepe 1945           |
| 28.09. 13:00 Uhr | Kastamonuspor          | 0:0 n. V. (5:4 i. E.) | Nevşehir Belediyespor    |
| 28.09. 14:00 Uhr | Adıyaman FK            | 1:0 n. V.             | Bartınspor               |
| 28.09. 14:00 Uhr | Pazarspor              | 1:0 (1:0)             | Mazıdağı Fosfatspor      |
| 28.09. 14:30 Uhr | Niğde Anadolu FK       | 2:1 (1:1)             | Yomraspor                |
| 28.09. 14:30 Uhr | Ankara Demirspor       | 0:2 (0:1)             | Karaman FK               |
| 28.09. 14:30 Uhr | Kırşehir FK            | 2:1 n. V. (1:1, 0:1)  | Kilis Belediyespor       |
| 28.09. 14:30 Uhr | Serik Belediyespor     | 1:0 (0:0)             | 1954 Kelkit Belediyespor |
| 28.09. 14:30 Uhr | Etimesgut Belediyespor | 3:1 (0:0)             | Yalovaspor               |
| 28.09. 14:30 Uhr | 1922 Konyaspor         | 1:2 (0:1)             | Karaköprü Belediyespor   |
| 28.09. 15:00 Uhr | Kırklarelispor         | 5:0 (0:0)             | Siirt İl Özel İdaresi SK |
| 28.09. 15:00 Uhr | Sarıyer SK             | 3:0 (0:0)             | Büyükçekmece Tepecikspor |
| 28.09. 15:00 Uhr | Çatalcaspor            | 2:3 n. V. (1:1, 1:0)  | Sapanca Gençlikspor      |
| 28.09. 15:00 Uhr | Nazilli Belediyespor   | 2:1 (2:0)             | Şile Yıldızspor          |
| 28.09. 15:00 Uhr | Kuşadasıspor           | 0:1 (0:1)             | Bulvarspor               |
| 28.09. 15:00 Uhr | Ergene Velimeşe SK     | 0:1 (0:1)             | 23 Elazığ FK             |
| 28.09. 15:00 Uhr | Uşakspor               | 2:1 (0:0)             | Malatya Arguvanspor      |
| 28.09. 15:00 Uhr | Afyonspor              | 2:4 (1:2)             | Eynesil Belediyespor     |
| 28.09. 17:30 Uhr | Şanlıurfaspor          | 4:2 (4:1)             | Karşıyaka SK             |
| 28.09. 20:00 Uhr | Bursaspor              | 0:1 (0:1)             | Boyabat 1868 Spor        |
| 29.09. 14:00 Uhr | Diyarbekirspor         | 3:0 (1:0)             | Kars 36 Spor             |
| 29.09. 15:00 Uhr | Belediye Derincespor   | 0:1 n. V. (0:0)       | Amasyaspor 1968 FK       |
| 29.09. 17:00 Uhr | Menemenspor            | 3:2 (0:1)             | Bigaspor                 |
| 29.09. 20:00 Uhr | Eskişehirspor          | 2:3 (1:1)             | Muş 1984 Muşspor         |

### 3. Ausscheidungsrunde
Die Auslosung für die 3. Ausscheidungsrunde fand am 4. Oktober 2022 statt.
| Datum            |                        | Ergebnis              |                          |
| ---------------- | ---------------------- | --------------------- | ------------------------ |
| 18.10. 13:00 Uhr | Kasımpaşa Istanbul     | 2:1 n. V. (1:1, 0:1)  | Yeni Mersin İdman Yurdu  |
| 18.10. 13:30 Uhr | Serik Belediyespor     | 2:1 (0:0)             | Batman Petrolspor        |
| 18.10. 14:00 Uhr | Manisa FK              | 2:2 n. V. (7:6 i. E.) | Eynesil Belediyespor     |
| 18.10. 14:00 Uhr | Ankaraspor             | 2:1 n. V. (1:1, 1:0)  | Pazarspor                |
| 18.10. 14:00 Uhr | Altay İzmir            | 1:2 n. V. (1:1, 1:1)  | Efeler 09 FK             |
| 18.10. 15:00 Uhr | Çaykur Rizespor        | 3:0 (2:0)             | Boyabat 1868 Spor        |
| 18.10. 17:30 Uhr | Kayserispor            | 2:1 (1:0)             | Iğdır FK                 |
| 18.10. 20:30 Uhr | Adana Demirspor        | 5:0 (1:0)             | Adıyaman FK              |
| 19.10. 13:00 Uhr | Vanspor FK             | 2:3 n. V. (2:2, 1:1)  | 23 Elazığ FK             |
| 19.10. 13:00 Uhr | Kırklarelispor         | 2:0 (1:0)             | 52 Orduspor FK           |
| 19.10. 14:00 Uhr | Adanaspor              | 1:0 (0:0)             | Orduspor 1967            |
| 19.10. 14:00 Uhr | Denizlispor            | 2:1 (0:1)             | Ayvalıkgücü Belediyespor |
| 19.10. 14:00 Uhr | Altınordu Izmir        | 5:0 (1:0)             | Sapanca Gençlikspor      |
| 19.10. 14:00 Uhr | 24 Erzincanspor        | 0:1 (0:0)             | Belediye Kütahyaspor     |
| 19.10. 14:00 Uhr | Bucaspor 1928          | 3:0 (3:0)             | Artvin Hopaspor          |
| 19.10. 14:00 Uhr | Çorum FK               | 1:1 n. V. (3:4 i. E.) | Esenler Erokspor         |
| 19.10. 14:00 Uhr | Nazilli Belediyespor   | 2:1 (0:1)             | Arnavutköy Belediyespor  |
| 19.10. 14:00 Uhr | Göztepe Izmir          | 2:0 n. V.             | Karaköprü Belediyespor   |
| 19.10. 14:00 Uhr | Kırşehir FK            | 1:0 n. V.             | Iskenderunspor           |
| 19.10. 14:00 Uhr | Etimesgut Belediyespor | 2:0 (0:0)             | 68 Aksaray Belediyespor  |
| 19.10. 14:00 Uhr | Şanlıurfaspor          | 3:0 (1:0)             | Karaman FK               |
| 19.10. 14:00 Uhr | Uşakspor               | 4:2 n. V. (2:2, 1:0)  | Gümüşhanespor            |
| 19.10. 14:00 Uhr | Balıkesirspor          | 0:1 (0:0)             | Ofspor                   |
| 19.10. 14:00 Uhr | Ankara Keçiörengücü    | 4:1 (1:0)             | Diyarbekirspor           |
| 19.10. 15:00 Uhr | Boluspor               | 1:0 (0:0)             | Fethiyespor              |
| 19.10. 17:00 Uhr | Samsunspor             | 3:0 (1:0)             | Muş 1984 Muşspor         |
| 19.10. 19:00 Uhr | Hatayspor              | 0:2 (0:1)             | Düzcespor                |
| 19.10. 21:00 Uhr | Galatasaray Istanbul   | 7:0 (2:0)             | Kastamonuspor            |
| 20.10. 13:00 Uhr | Gençlerbirliği Ankara  | 3:1 n. V. (1:1, 1:1)  | Niğde Anadolu FK         |
| 20.10. 14:00 Uhr | Menemenspor            | 0:1 n. V. (0:0)       | Bulvaspor                |
| 20.10. 14:00 Uhr | Tuzlaspor              | 2:1 n. V. (0:0)       | Bursa Yıldırımspor       |
| 20.10. 15:00 Uhr | Yeni Malatyaspor       | 3:3 n. V. (5:4 i. E.) | Ağrı 1970 Spor           |
| 20.10. 17:30 Uhr | Giresunspor            | 3:1 (1:1)             | Amasyaspor 1968 FK       |
| 20.10. 20:30 Uhr | Gaziantep FK           | 4:0 (1:0)             | Sarıyer SK               |

### 4. Ausscheidungsrunde
Die Auslosung für die 4. Ausscheidungsrunde fand am 21. Oktober 2022 statt.
| Datum            |                       | Ergebnis              |                        |
| ---------------- | --------------------- | --------------------- | ---------------------- |
| 8.11. 13:00 Uhr  | Kasımpaşa Istanbul    | 6:1 (5:0)             | 1461 Trabzon FK        |
| 8.11. 14:00 Uhr  | Erzurumspor FK        | 2:2 n. V. (1:3 i. E.) | Esenler Erokspor       |
| 8.11. 14:00 Uhr  | Yeni Malatyaspor      | 0:1 (0:1)             | Uşakspor               |
| 8.11. 15:00 Uhr  | Alanyaspor            | 3:0 (1:0)             | Sakaryaspor            |
| 8.11. 17:00 Uhr  | MKE Ankaragücü        | 6:2 (4:0)             | Amed SK                |
| 8.11. 19:00 Uhr  | Adana Demirspor       | 4:3 (2:2)             | Nazilli Belediyespor   |
| 8.11. 21:00 Uhr  | Galatasaray Istanbul  | 2:1 (1:1)             | Ofspor                 |
| 9.11. 13:00 Uhr  | Ankara Keçiörengücü   | 4:2 (2:0)             | Bulvarspor             |
| 9.11. 13:00 Uhr  | Giresunspor           | 3:2 (0:1)             | Ankaraspor             |
| 9.11. 13:00 Uhr  | Ümraniyespor          | 4:0 (1:0)             | Efeler 09 FK           |
| 9.11. 14:00 Uhr  | Manisa FK             | 3:0 (1:0)             | 23 Elazığ FK           |
| 9.11. 14:00 Uhr  | Altınordu Izmir       | 0:1 n. V. (0:0)       | Bodrumspor             |
| 9.11. 14:00 Uhr  | Bandırmaspor          | 0:3 (0:0)             | Karacabey Belediyespor |
| 9.11. 14:00 Uhr  | Boluspor              | 2:1 (0:0)             | Tarsus İdman Yurdu     |
| 9.11. 14:00 Uhr  | Gençlerbirliği Ankara | 1:0 (1:0)             | Bayburt Özel İdarespor |
| 9.11. 14:00 Uhr  | Eyüpspor              | 2:1 (1:0)             | Düzcespor              |
| 9.11. 15:00 Uhr  | Samsunspor            | 4:0 (2:0)             | Adanaspor              |
| 9.11. 17:00 Uhr  | Antalyaspor           | 3:0 (3:0)             | Pendikspor             |
| 9.11. 19:00 Uhr  | Gaziantep FK          | 2:0 (1:0)             | Belediye Kütahyaspor   |
| 9.11. 21:00 Uhr  | Beşiktaş Istanbul     | 3:1 (3:0)             | Serik Belediyespor     |
| 10.11. 13:00 Uhr | İstanbulspor          | 3:2 n. V. (2:2, 0:2)  | Etimesgut Belediyespor |
| 10.11. 14:00 Uhr | Tuzlaspor             | 2:1 n. V. (1:1, 1:1)  | Isparta 32 Spor        |
| 10.11. 14:00 Uhr | Göztepe Izmir         | 2:0 (1:0)             | Bucaspor 1928          |
| 10.11. 15:00 Uhr | Çaykur Rizespor       | 2:1 (1:1)             | Kırklarelispor         |
| 10.11. 17:00 Uhr | Denizlispor           | 0:5 (0:2)             | Şanlıurfaspor          |
| 10.11. 19:00 Uhr | Fatih Karagümrük SK   | 3:1 (1:0)             | Manisa FK              |
| 10.11. 21:00 Uhr | Kayserispor           | 1:0 (0:0)             | Sivas Belediyespor     |

### 5. Ausscheidungsrunde
Die Auslosung für die 5. Ausscheidungsrunde fand am 11. November 2022 statt.
| Datum            |                        | Ergebnis             |                        |
| ---------------- | ---------------------- | -------------------- | ---------------------- |
| 20.12. 13:00 Uhr | Kasımpaşa Istanbul     | 1:2 (0:0)            | Ümraniyespor           |
| 20.12. 13:00 Uhr | MKE Ankaragücü         | 2:0 (1:0)            | Tuzlaspor              |
| 20.12. 15:00 Uhr | Sivasspor              | 5:2 (3:1)            | Esenler Erokspor       |
| 20.12. 17:00 Uhr | Antalyaspor            | 1:0 (0:0)            | Manisa FK              |
| 20.12. 19:00 Uhr | Istanbul Başakşehir FK | 3:1 (3:0)            | Göztepe Izmir          |
| 20.12. 21:00 Uhr | Fenerbahçe Istanbul    | 3:1 (2:0)            | İstanbulspor           |
| 21.12. 13:00 Uhr | Giresunspor            | 0:5 (0:2)            | Karacabey Belediyespor |
| 21.12. 15:00 Uhr | Fatih Karagümrük SK    | 3:0 (1:0)            | Uşakspor               |
| 21.12. 17:00 Uhr | Alanyaspor             | 3:2 n. V. (2:2, 0:1) | Eyüpspor               |
| 21.12. 19:00 Uhr | Trabzonspor            | 3:0 (2:0)            | Samsunspor             |
| 21.12. 21:00 Uhr | Beşiktaş Istanbul      | 4:2 (0:2)            | Şanlıurfaspor          |
| 22.12. 13:00 Uhr | Kayserispor            | 2:0 (0:0)            | Gençlerbirliği Ankara  |
| 22.12. 15:00 Uhr | Konyaspor              | 3:2 n. V. (1:1, 0:0) | Bodrumspor             |
| 22.12. 17:00 Uhr | Gaziantep FK           | 3:1 (1:0)            | Boluspor               |
| 22.12. 19:00 Uhr | Adana Demirspor        | 3:4 n. V. (2:2, 0:2) | Çaykur Rizespor        |
| 22.12. 21:00 Uhr | Galatasaray Istanbul   | 1:0 (0:0)            | Ankara Keçiörengücü    |

### Runde der letzten 16
Die Auslosung für die Runde der letzten 16 fand am 23. Dezember 2022 statt.
| Datum           |                     | Ergebnis              |                        |
| --------------- | ------------------- | --------------------- | ---------------------- |
| 17.1. 12:30 Uhr | Sivasspor           | 3:0 (1:0)             | Karacabey Belediyespor |
| 17.1. 15:30 Uhr | Antalyaspor         | 0:2 n. V. (0:0)       | Kayserispor            |
| 17.1. 18:30 Uhr | Alanyaspor          | 1:2 (0:2)             | Galatasaray Istanbul   |
| 18.1. 12:30 Uhr | Fatih Karagümrük SK | 2:2 n. V. (3:5 i. E.) | Istanbul Başakşehir FK |
| 18.1. 15:45 Uhr | MKE Ankaragücü      | 1:1 n. V. (4:3 i. E.) | Beşiktaş Istanbul      |
| 18.1. 18:30 Uhr | Ümraniyespor        | 1:4 n. V. (1:1, 1:0)  | Trabzonspor            |
| 19.1. 15:30 Uhr | Gaziantep FK        | 1:1 n. V. (7:6 i. E.) | Konyaspor              |
| 19.1. 18:30 Uhr | Fenerbahçe Istanbul | 2:1 (1:1)             | Çaykur Rizespor        |

## Finalrunde
Gemäß des Statuts der Türkischen Fußball Föderation (TFF) besteht die Finalrunde (türkisch Final aşaması) des Wettbewerbs aus drei Runden; dem Viertelfinale, Halbfinale und Finale.

### Viertelfinale
Die Auslosung für das Viertel- und Halbfinale fand am 24. Januar 2023 statt. Die Viertelfinalspiele waren für Ende Februar und Anfang März vorgesehen gewesen. Aufgrund des ereigneten Erdbebens im Süden der Türkei im Februar 2023 wurden die Spiele in den April 2023 verschoben. Vom Erdbeben war der Fußballverein Gaziantep FK betroffen und zogen ihre Fußballmannschaft nach dem Erdbeben im Februar 2023 aus dem laufenden Wettbewerb-Spielbetrieb 2022/23 zurück, damit zog der Viertelfinalgegner Sivasspor sportlich kampflos eine Runde weiter.
| Datum          |                      | Ergebnis  |                        |
| -------------- | -------------------- | --------- | ---------------------- |
| 4.4. 20:30 Uhr | MKE Ankaragücü       | 3:1 (1:1) | Trabzonspor            |
| 5.4. 20:30 Uhr | Galatasaray Istanbul | 2:3 (1:2) | Istanbul Başakşehir FK |
| 6.4. 20:30 Uhr | Fenerbahçe Istanbul  | 4:1 (2:1) | Kayserispor            |
| abgesagt       | Sivasspor            | 3:0       | Gaziantep FK           |

### Halbfinale
Die ersten Halbfinalspiele sind für zwischen dem 2. und 4. Mai 2023 vorgesehen.
|                        | Gesamt |                     | Hinspiel  | Rückspiel            |
| ---------------------- | ------ | ------------------- | --------- | -------------------- |
| Sivasspor              | 0:3    | Fenerbahçe Istanbul | 0:0       | 0:3 (0:0)            |
| Istanbul Başakşehir FK | 3:2    | MKE Ankaragücü      | 1:0 (0:0) | 2:2 n. V. (1:2, 0:1) |

### Finale
| Paarung                   | Fenerbahçe Istanbul – Istanbul Başakşehir FK |
| Ergebnis                  | 2:0 (2:0) |
| Datum                     | 11. Juni 2023 um 20:45 Uhr (UTC+3) |
| Stadion                   | Gürsel Aksel Stadyumu, Izmir |
| Zuschauer                 | 12.182 |
| Schiedsrichter            | Atilla Karaoğlan (Sakarya) |
| Schiedsrichterassistenten | Cevdet Kömürcüoğlu, Mehmet Emin Tuğral |
| Vierter Offizieller       | Volkan Bayarslan |
| Tore                      | 1:0 Michy Batshuayi (1., Arda Güler) 2:0 Michy Batshuayi (29., Willian Arão) |
| Fenerbahçe Istanbul       | İrfan Can Eğribayat – Luan Peres, Serdar Aziz, Attila Szalai, Ferdi Kadioglu – İrfan Can Kahveci (84. ), Miha Zajc (75. ), Willian Arão, Arda Güler (90. ) – Enner Valencia (75. ), Michy Batshuayi (90. ) Reservebank: Ertuğrul Çetin, Samet Akaydin, Jayden Oosterwolde, Mert Hakan Yandaş (90. ), João Pedro, Bright Osayi-Samuel (75. ), İsmail Yüksek (75. ), Emre Mor, Diego Rossi (84. ), Serdar Dursun (90. ) Cheftrainer: Jorge Jesus ( Portugal) |
| Istanbul Başakşehir FK    | Muhammed Şengezer – Caner Erkin (34. ), Ahmed Touba (78. ), Léo Duarte, Ömer Ali Şahiner – Serdar Gürler (34. ), Berkay Özcan, Lucas Biglia (34. ), Deniz Türüç (85. ) – João Figueiredo, Philippe Keny Reservebank: Volkan Babacan, Şener Özbayraklı (85. ), Wu Shaocong, Edgar Ié, Lucas Lima (34. ), Danijel Aleksić (78. ), Adnan Januzaj (34. ), Eden Karzev (34. ), Berkay Aydoğmuş, Muhammet Arslantaş Cheftrainer: Emre Belözoğlu                  |
| Gelbe Karten              | Miha Zajc (14.), Serdar Aziz (88.) – Deniz Türüç (67.), Philippe Keny (88.) |
| Besonderheiten            | Spieler der Begegnung: Arda Güler |

## Torschützenliste
Bei gleicher Anzahl an Toren sind die Spieler alphabetisch gelistet.
| Rang              | Name               | Mannschaft          | Tore |
| ----------------- | ------------------ | ------------------- | ---- |
| 01.               | Bünyamin Balat     | Şanlıurfaspor       | 5    |
| 01.               | Michy Batshuayi    | Fenerbahçe Istanbul | 5    |
| 03.               | Ensar Arslan       | Kırklarelispor      | 4    |
| 03.               | Britt Assombalonga | Adana Demirspor     | 4    |
| 03.               | Ali Sowe           | MKE Ankaragücü      | 4    |
| 03.               | Murat Torun        | Ağrı 1970 Spor      | 4    |
| Stand: Saisonende |                    |                     |      |